# André Cohendet et Compagnie
 (novembre 2024).
Si vous disposez d'ouvrages ou d'articles de référence ou si vous connaissez des sites web de qualité traitant du thème abordé ici, merci de compléter l'article en donnant les références utiles à sa vérifiabilité et en les liant à la section « Notes et références ».
André Cohendet et Compagnie est un constructeur automobile français.

## Production

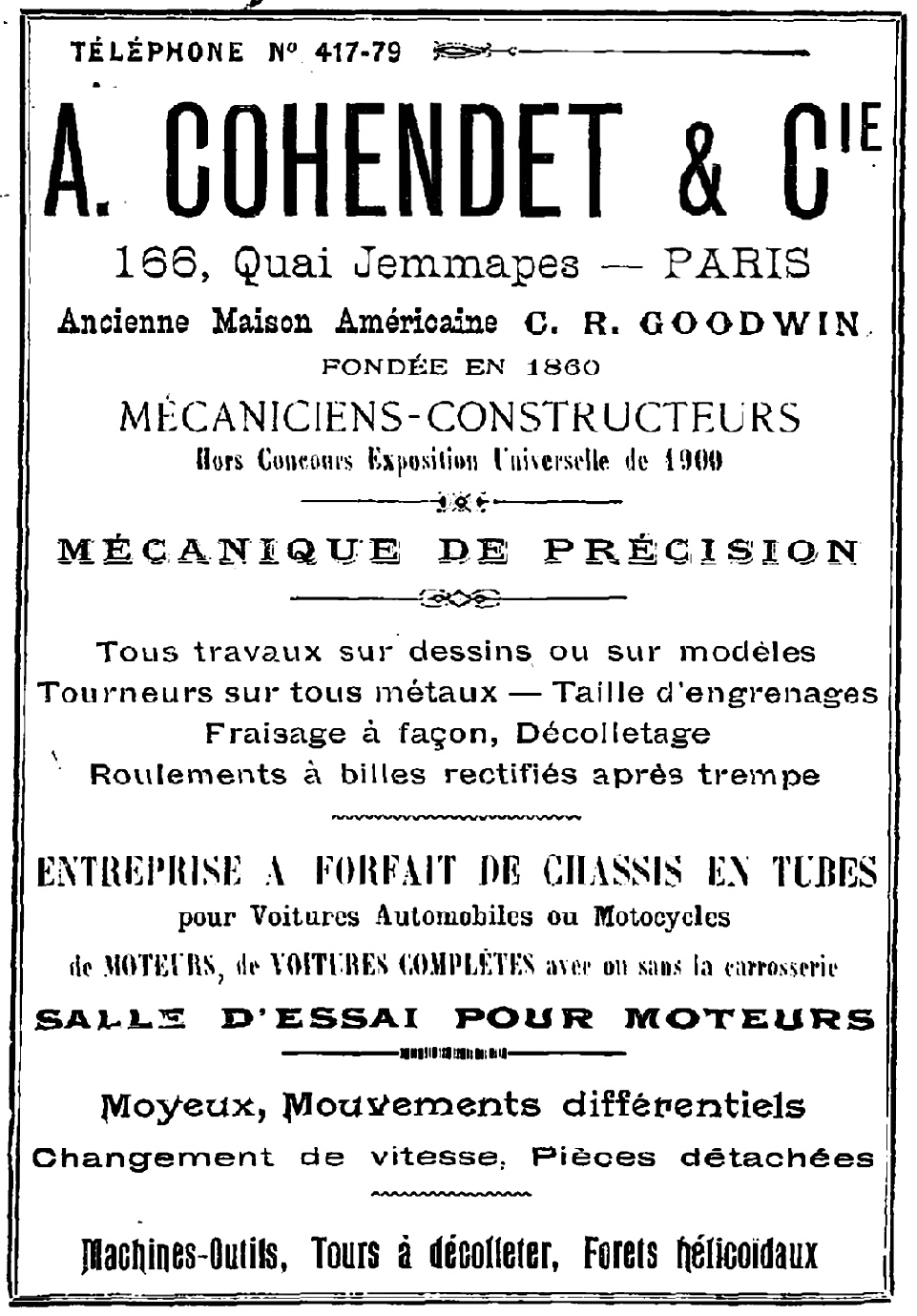
André Cohendet & Cie (1900).

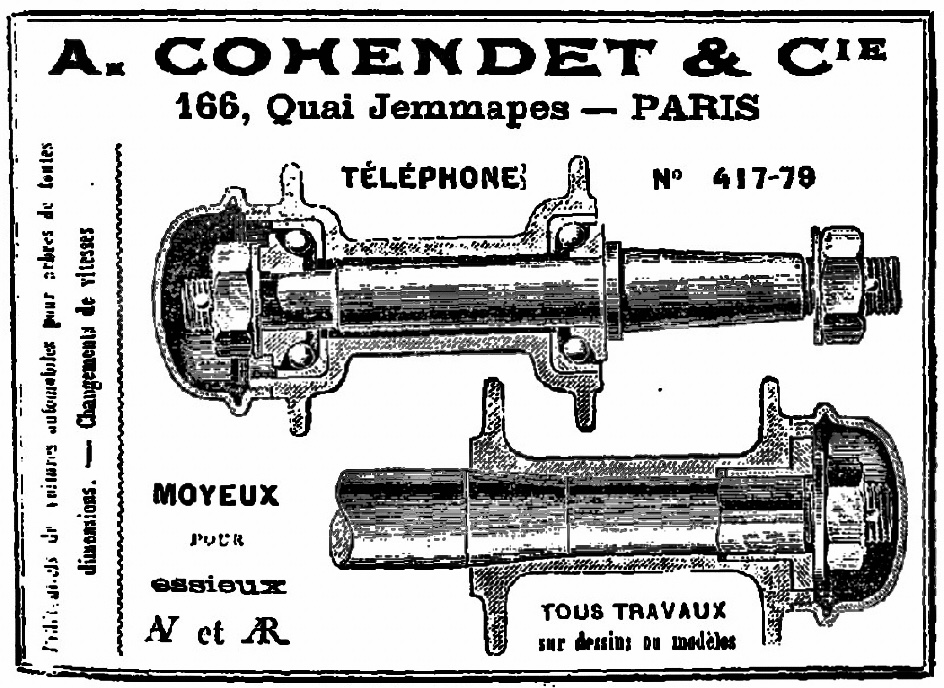
André Cohendet & Cie (1900).

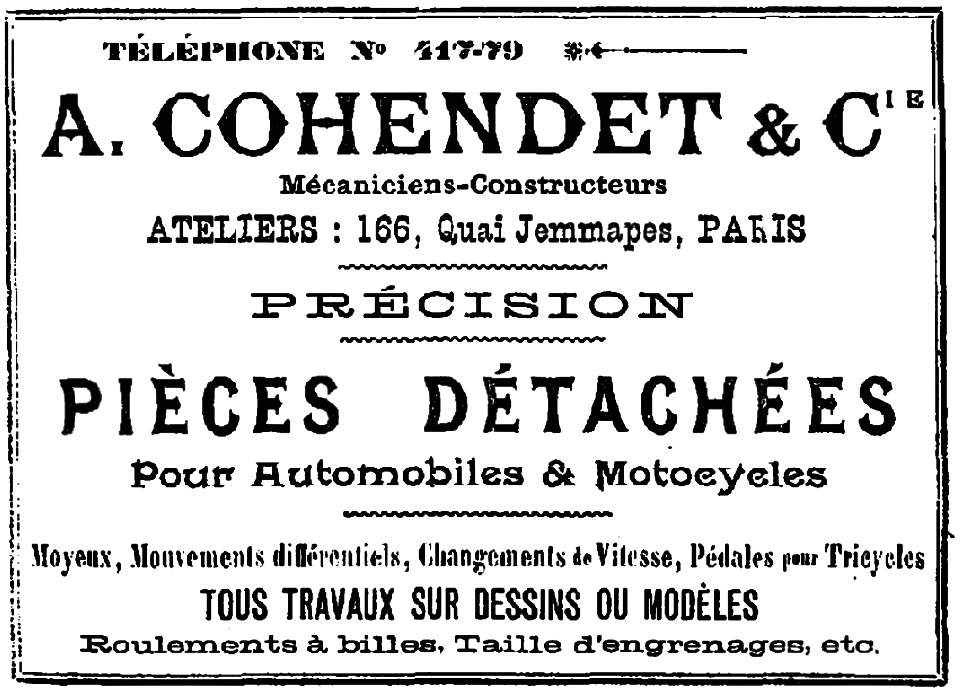
André Cohendet & Cie (1900).

L’entreprise basée à Paris a commencé à produire des automobiles et des composants en 1898. L’usine était située au 166, Quai de Jemmapes. Vers 1900, il y avait des véhicules à deux et quatre places de 5 HP et 8 HP.
En 1905, la production de véhicules utilitaires a également été établie. Le nom de marque était Cohendet. La production s’est terminée en 1914. De plus, des pièces ont été produites pour d’autres constructeurs automobiles, tels que Decauville.